# الغرباء: فريسة في الليل
الغرباء: فريسة في الليل (بالإنجليزية: The Strangers: Prey at Night) هو فيلم رعب أمريكي من إنتاج 2018، هذا الفيلم هو تكملة لفيلم الغرباء وألذي أنتج في سنة 2008، هذا الفيلم من إخراج يوهانس روبرتس وتأليف بريان بيرتينو و بن كتاي وبطولة كرستينا هندريكس ومارتن هندرسون وبايل ماديسون ولويس بولمان.

## القصة
قصة الفيلم تتكلم عن عائلة مكونة من مايك وسيندي مع أولادهم يقررون الخروج في رحلة لتتحول إلى أسوأ كابوس لهم بعد ملاحقتهم من ثلاث مقنعين سايكوباثيين لأجل دمائهم فيتفرق أفراد العائلة ويضطرون لمواجهة المقنعين وحدهم.

## الممثلون
- كرستينا هندريكس بدور سيندي
- مارتن هندرسون بدور مايك
- بايل ماديسون بدور كينزي
- لويس بولمان بدور لوك
- إيما بيلومي بدور بولفيس
- داميان مافي بدور الرجل المقنع
- ليا إنسلين بدور بين أب

## الاستقبال
حصل الفيلم على تقييم 37% في موقع روتن توميتوز بناءً على 66 مراجعة وذكر النقاد أن الفيلم لم يكن ناجح مثل الجزء الأول له في 2008 وأن أحداث هذا الفيلم تقريباً مكررة من الفيلم السابق. في موقع ميتاكريتيك حصل الفيلم على تقييم 49 من 100 وحصل على 23 نقد متفاوت بين السلبي والإيجابي.

## روابط خارجية
- الغرباء: فريسة في الليل على موقع IMDb (الإنجليزية)
- الغرباء: فريسة في الليل على موقع ميتاكريتيك (الإنجليزية)
- الغرباء: فريسة في الليل على موقع روتن توميتوز (الإنجليزية)
- الغرباء: فريسة في الليل على موقع نتفليكس (الإنجليزية)
- الغرباء: فريسة في الليل على موقع ألو سيني (الفرنسية)
- الغرباء: فريسة في الليل على موقع أول موفي (الإنجليزية)
- الغرباء: فريسة في الليل على موقع بوكس أوفيس موجو (الإنجليزية)
- الغرباء: فريسة في الليل على موقع فيلمافينيتي (الإسبانية)
- الغرباء: فريسة في الليل على موقع قاعدة بيانات الفيلم (الإنجليزية)
- الغرباء: فريسة في الليل على موقع ليتربوكسد (الإنجليزية)